# Hyperbulbina bifasciata
Hyperbulbina bifasciata is een platworm (Platyhelminthes). De worm is tweeslachtig. De soort leeft in of nabij zoet water.
Het geslacht Hyperbulbina, waarin de platworm wordt geplaatst, wordt tot de familie Dendrocoelidae gerekend. De wetenschappelijke naam van dit taxon werd, als Sorocelis leucocephala var. bifasciata, voor het eerst geldig gepubliceerd in 1903 door Sabussow.

## Synoniem
- Planaria pingata Korotnev, 1912[1]
  - Sorocelis pingata (Korotnev, 1912)